# Antigua Bolsa de San Petersburgo

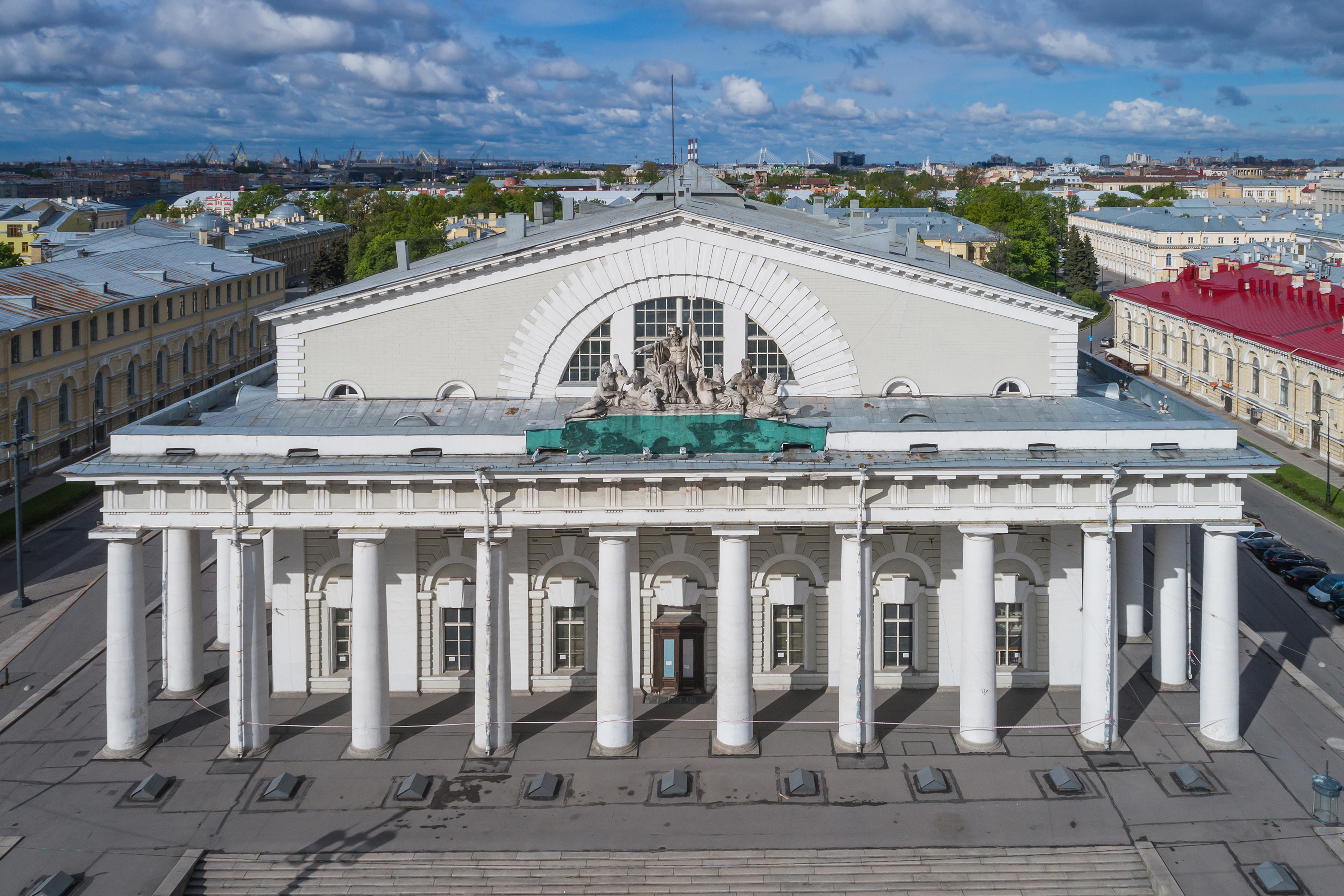
Edificio de la Antigua Bolsa de San Petersburgo, actual Museo Naval Central.

La Antigua Bolsa de San Petersburgo (en idioma ruso Здание Биржи, Zdànie Birji) se encuentra en la ciudad de su nombre (Rusia) es el edificio principal del complejo arquitectónico de la Strelka o espolón de la isla Vasilevski. El edificio, que se sitúa en la plaza de la Bolsa núm. 4, es un ejemplo significativo de la arquitectura neoclásica de inspiración griega. Diseñado por el arquitecto francés Thomas de Thomon e inspirado en el templo de Hera en Paestum, el edificio se construyó entre 1805 y 1810. Se construyó para alojar a la Bolsa de San Petersburgo, aunque posteriormente ha tenido otros usos. Actualmente alberga el Museo Naval Central.

## Historia
En 1767, la Comisión de Urbanismo de la ciudad decidió remodelar el solar vacío en forma de herradura que había en la punta de la isla Vasilevski, llamado Strelka, y decidió edificar. Es entonces cuando Pedro I de Rusia quiere alojar la Bolsa de San Petersburgo, que había fundado inspirándose en la de Ámsterdam. Le encarga el proyecto al arquitecto italiano Giacomo Quarenghi y la construcción comienza en 1783, pero en 1787 se suspendieron las obras por discrepancias con el proyecto originario. Paralelamente, de 1783 a 1789, cerca del río Nevá, se construye la Academia de Ciencias, y de 1795 a 1797 los almacenes del Norte, es decir, los edificios que hay a los lados del que debía ir la futura Bolsa.

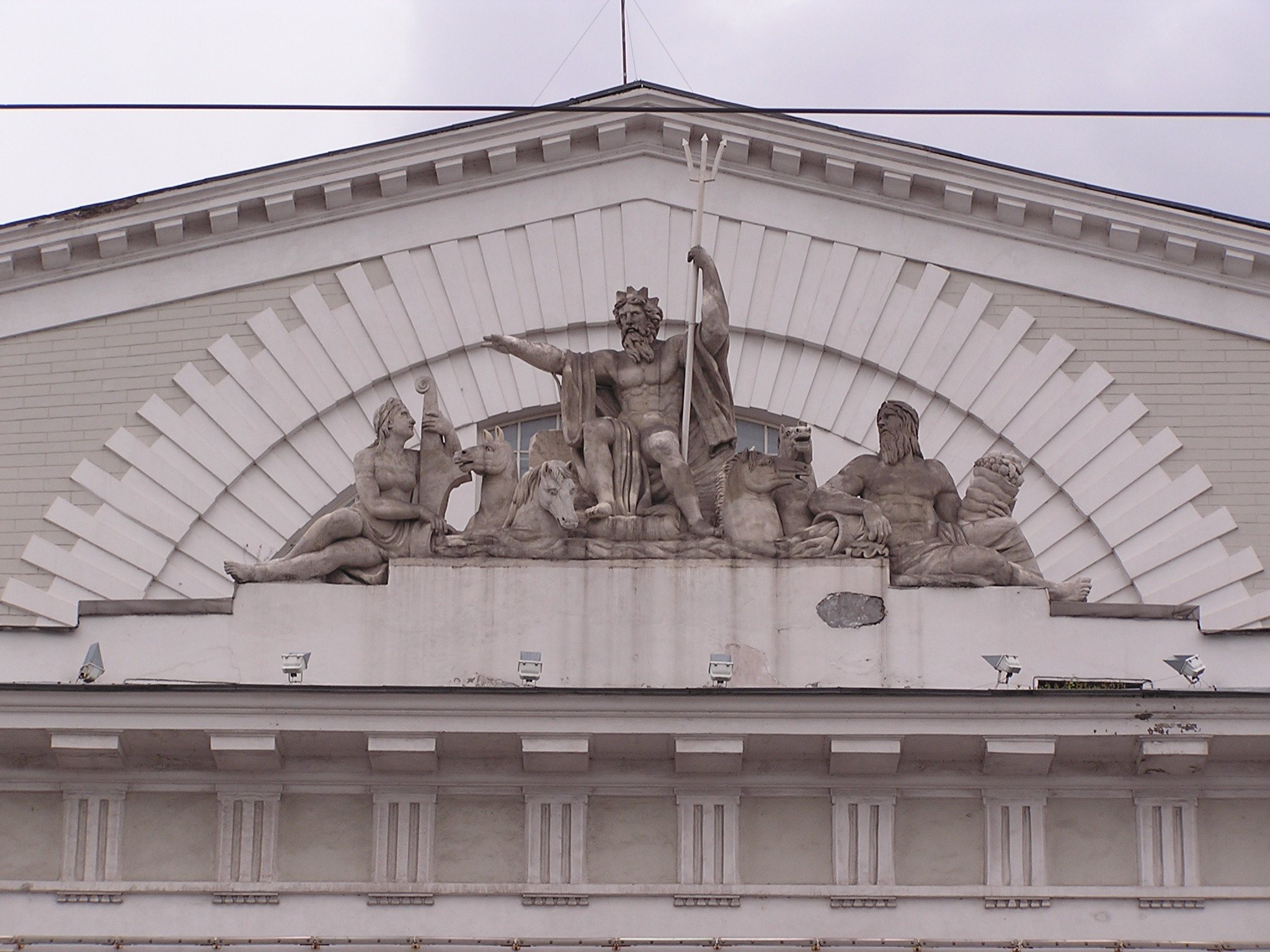
Detalle de la escultura de Neptuno que corona la antigua Bolsa.

Más adelante, la creciente economía rusa hace retomar de nuevo la antigua idea de construir una bolsa de valores, y el nuevo proyecto se le confiará a Thomas de Thomon, que la construirá entre 1805 y 1810. Delante del edificio se levantaron dos columnas rostrales con esculturas que simbolizan los grandes ríos rusos: el Volga, el Dniéper, el Nevá y el Vóljov.

## Descripción
La Antigua Bolsa ocupa la parte central del espolón de la Strelka, en la punta de la isla Vasilevski, justo frente al Palacio de Invierno, al otro lado del Nevá. El diseño de Thomon consiste en un peristilo de cuarenta y cuatro columnas dóricas colocadas sobre un estilóbato macizo de granito rojo, que soportan un entablamento de triglifos y metopas. El pórtico está coronado por un grupo escultórico monumental similar a una cuadriga con la representación de Neptuno, una alegoría del comercio marítimo. Tanto dentro como por fuera de la Bolsa, los motivos semicirculares son recurrentes. En el interior destaca una gran sala con columnas, actualmente subdividida en ocho salas de exposición. Las salas centrales están iluminadas por una claraboya rectangular. El techo está adornado con casetones.

## Actual Museo Naval Central

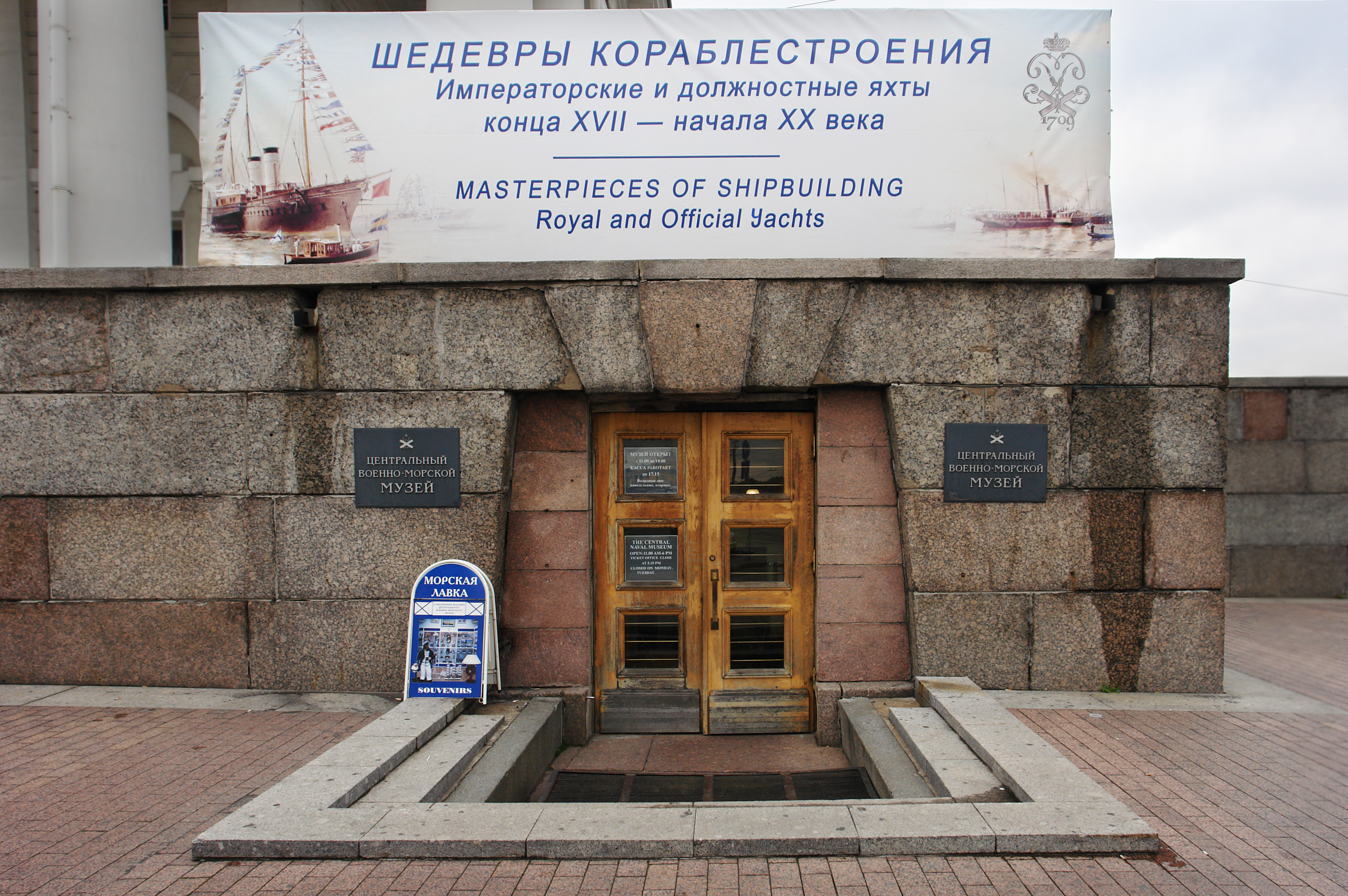
Entrada al Museo.

El Museo Naval Central tiene su origen en la Cámara de Maquetas Navales de Pedro I de Rusia (1709), su colección particular de maquetas de barcos de la Armada Rusa. En 1805 se aumentó la colección y fue rebautizada como Museo Naval Ruso. Después de la Revolución rusa de 1917, y a raíz del establecimiento del sistema económico comunista, el edificio dejó de funcionar como bolsa de valores. Durante este período la colección de maquetas navales aumentó con la aportación de muchas piezas incautadas de colecciones privadas. En 1939 el edificio de la Bolsa fue asignado para alojar la colección creciente, que fue llamada Museo Naval Central.
Actualmente la colección cuenta con más de ocho mil piezas, que incluye un barco que perteneció a Pedro I de Rusia con el que aprendió a navegar cuando era joven. La colección de varios barcos antiguos, maquetas de barcos y submarinos, grabados, uniformes y fotografías que documentan la Armada rusa del tiempo del Imperio ruso, la Unión Soviética y la Federación Rusa.